# Zumunta AC
Zumunta Athletic Club w skrócie Zumunta AC – nigerski klub piłkarski grający w drugiej, a niegdyś w nigerskiej pierwszej lidze, mający siedzibę w mieście Niamey.

## Sukcesy
- I liga[1]:
  - mistrzostwo (3): 1985, 1988, 1993.

- Puchar Nigru[2]:
  - zwycięstwo (1): 1994.

## Występy w afrykańskich pucharach
| Sezon | Rozgrywki                 | Runda       | Kraj                     | Klub                    | Dom | Wyjazd | Dwumecz |
| ----- | ------------------------- | ----------- | ------------------------ | ----------------------- | --- | ------ | ------- |
| 1978  | Puchar Zdobywców Pucharów | wstępna     | Gwinea                   | Horoya AC               | 0–3 | 0–5    | 0–8     |
| 1989  | Puchar Mistrzów           | wstępna     | Burkina Faso             | Étoile Filante Wagadugu | 0–2 | 1–1    | 1–3     |
| 1992  | Puchar CAF                | 1           | Tunezja                  | CA Bizertin             | 1–1 | 0–3    | 1–4     |
| 1993  | Puchar CAF                | 1           | Burkina Faso             | ASFA Yennenga           | 1–1 | 2–0    | 3–1     |
| 1993  | Puchar CAF                | 2           | Mauretania               | ASC Air Mauritanie      | 2–1 | 2–0    | 4–1     |
| 1993  | Puchar CAF                | ćwierćfinał | Etiopia                  | Ethiopian Insurance FC  | 1–0 | 0–2    | 1–2     |
| 1994  | Puchar Mistrzów           | 1           | Nigeria                  | Iwuanyanwu Nationale    | 1–3 | 0–3    | 1–6     |
| 1978  | Puchar Zdobywców Pucharów | 1           | Wybrzeże Kości Słoniowej | Stade d’Abidjan         | 2–1 | 0–1    | 2–2     |

## Stadion
Domowe mecze klub rozgrywa na stadionie o nazwie Stade Général Seyni Kountché w Niamey, który może pomieścić 35 000 widzów.

## Reprezentanci kraju grający w klubie od 1997 roku
Stan na styczeń 2023.
| - Issoufou Boubacar Garba | - Alhassane Issoufou |